# 紹德春蜓
紹德春蜓分布於低海拔山區的溪流，也常出現在林道，數量多且分布廣。體長52-57mm，雄蟲複眼呈綠色，合胸呈黑色，背方有2條黃色縱紋，下方左右各有一枚黃色斑點，側視有3條黃色斜帶，腹部為黑色，腹背第7節基部有一枚較大的黃斑，雌蟲腹部較粗，第7節黃斑較小，以點水式產卵。